# Été handicapé
Été handicapé (Crippled Summer en version originale) est le septième épisode, et donc le dernier épisode de la première partie de la saison 14 de la série télévisée South Park. Il a été diffusé sur Comedy Central aux États-Unis le 28 avril 2010.

## Synopsis
Jimmy veut, avec ses amis de l'équipe bleue, remporter le jeu de son camp d’été pour jeunes handicapés, mais il devra faire face aux mauvais coups que préparent deux autres enfants du camp, Nathan et Mimsy (personnages vaguement inspirés de Rocky et Mugsy), qui sont bien décidés à tout mettre en œuvre pour empêcher Jimmy et son groupe de remporter une nouvelle fois la victoire (il s'agit d'une parodie des Looney Tunes).
Pendant ce temps, Servietsky travaille dans le camp d'été, mais il se défonce tout le temps et se fait renvoyer. Ses amis décident d'organiser une intervention pour l'aider. On apprend à cette occasion que Servietsky a eu un fils avec une femme humaine, un gant de toilette.